# Luiz Adriano
Luiz Adriano de Souza da Silva, kurz Luiz Adriano (* 12. April 1987 in Porto Alegre), ist ein brasilianischer Fußballspieler, der aktuell in der brasilianischen Série A für SC Internacional spielt.

## Verein
2006 begann Luiz Adriano seine Karriere beim SC Internacional aus Porto Alegre. In seinem ersten Jahr gewann er die FIFA-Klub-Weltmeisterschaft, dabei erzielte er im Halbfinale den 2:1-Siegtreffer gegen al Ahly Kairo.
Im März 2007 wechselte der Stürmer für drei Millionen Euro zu Schachtar Donezk in die ukrainische Premjer-Liha und gewann mit diesem Verein bislang viermal die Meisterschaft und dreimal den Pokal. Am 21. Mai 2009 gewann er mit Schachtar im Istanbuler Şükrü-Saracoğlu-Stadion das Finale des UEFA-Pokals gegen Werder Bremen mit 2:1 und erzielte dabei das 1:0.
Während des Champions-League-Gruppenspiels gegen den FC Nordsjælland am 20. November 2012 nahm Luiz Adriano nach einer Verletzungspause mit anschließendem Schiedsrichterball den in Richtung gegnerische Spielhälfte geschossenen Ball an sich und schoss diesen ohne größere Gegenwehr ins Tor zum 1:1. Anschließend war er daran beteiligt, dass ein abgesprochener Treffer für Nordsjælland direkt nach Wiederanpfiff nicht zustande kam. Die UEFA sperrte ihn wenige Tage später wegen Verstoßes gegen die Fair-Play-Regeln für ein Champions-League-Spiel.
Beim 7:0-Auswärtssieg von Schachtar Donezk im Gruppenspiel der Champions League am 22. Oktober 2014 gegen BATE Baryssau erzielte Adriano fünf Tore und stellte damit Lionel Messis Rekord für die meisten Treffer in einem CL-Spiel aus dem Jahr 2012 ein.
Zur Saison 2015/16 wechselte Luiz Adriano in die italienische Serie A zur AC Mailand. Er erhielt einen Fünfjahresvertrag bis zum 30. Juni 2020. Diesen erfüllte er nicht, sondern spielte ab Januar 2017 für Spartak Moskau. Im Juli 2019 wechselte Luiz Adriano zurück nach Brasilien zur SE Palmeiras, wo er einen Vierjahresvertrag unterschrieb. Mit der Copa Libertadores 2020 gewann Luiz Adriano im Januar 2021 den wichtigsten südamerikanischen Klubtitel. Dem schloss sich Anfang März 2021 die Copa do Brasil 2020 an. Am 27. November 2021 konnte Luiz Adriano mit dem Klub die Copa Libertadores 2021 gegen den CR Flamengo gewinnen.

## Nationalmannschaft
2007 nahm er mit der brasilianischen U-20-Auswahl an der U-20-Weltmeisterschaft teil und erreichte dabei das Viertelfinale, in dem man in der Verlängerung gegen Spanien verlor. Außerdem gewann er im selben Jahr die U-20-Südamerikameisterschaft.
Im November 2014 wurde er von Nationaltrainer Carlos Dunga im Freundschaftsspiel der brasilianischen A-Nationalmannschaft gegen die Auswahl der Türkei eingesetzt.

## Spiele für Schachtar Donezk
Stand: 17. Oktober 2014
| Verein           | Saison  | Liga   | Liga | Pokal  | Pokal | Europapokal | Europapokal | Gesamt | Gesamt |
| Verein           | Saison  | Spiele | Tore | Spiele | Tore  | Spiele      | Tore        | Spiele | Tore   |
| Schachtar Donezk |         |        |      |        |       |             |             |        |        |
| ---------------- | ------- | ------ | ---- | ------ | ----- | ----------- | ----------- | ------ | ------ |
| Schachtar Donezk | 2006/07 | 5      | 0    | 1      | 0     | 0           | 0           | 6      | 0      |
| Schachtar Donezk | 2007/08 | 13     | 4    | 5      | 1     | 1           | 0           | 19     | 5      |
| Schachtar Donezk | 2008/09 | 12     | 4    | 3      | 1     | 14          | 3           | 29     | 9      |
| Schachtar Donezk | 2009/10 | 23     | 11   | 1      | 0     | 11          | 6           | 36     | 17     |
| Schachtar Donezk | 2010/11 | 21     | 10   | 5      | 4     | 10          | 4           | 36     | 18     |
| Schachtar Donezk | 2011/12 | 23     | 12   | 5      | 1     | 6           | 3           | 34     | 16     |
| Schachtar Donezk | 2012/13 | 19     | 7    | 5      | 4     | 7           | 3           | 31     | 14     |
| Schachtar Donezk | 2013/14 | 25     | 20   | 5      | 2     | 8           | 3           | 38     | 25     |
| Schachtar Donezk | 2014/15 | 21     | 9    | 4      | 3     | 7           | 9           | 32     | 21     |
| Gesamt           | Gesamt  | 162    | 77   | 34     | 16    | 64          | 32          | 261    | 125    |

## Erfolge
SC Internacional
- FIFA-Klub-Weltmeisterschaft: 2006

Schachtar Donezk

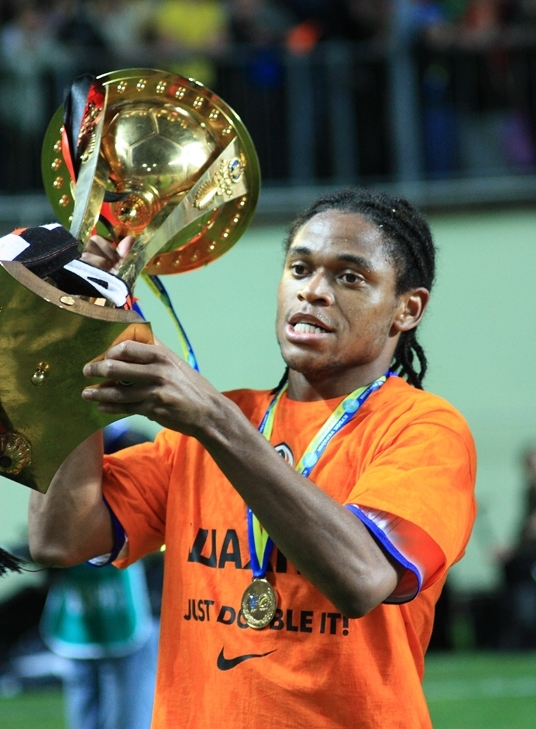
Luiz Adriano mit dem ukrainischen Pokal. (2011)

- Ukrainische Meisterschaft (6): 2007/08, 2009/10, 2010/11, 2011/12, 2012/13 und 2013/14
- Ukrainischer Pokal (4): 2007/08, 2010/11, 2011/12 und 2012/13
- Ukrainischer Superpokal (5): 2008, 2010, 2012, 2013 und 2014
- UEFA-Pokal: 2008/09

AC Mailand
- Italienischer Superpokal: 2016

Spartak Moskau
- Russische Meisterschaft: 2016/17
- Russischer Superpokal: 2017

Palmeiras São Paulo
- Brasilianischer Pokal: 2020
- Copa Libertadores (2): 2020, 2021

Brasilien U20
- U20-Südamerikameisterschaft: 2007

Auszeichnungen
- Torschützenkönig (2): Ukrainische Meisterschaft 2013/14 (20 Tore) und Ukrainischer Pokal 2012/13 (4 Tore)